# البيبان (بني مالك)
البيبان هي إحدى مشيخات المملكة المغربية، تتبع جغرافيا لإقليم القنيطرة وإداريًا لبني مالك. يقدر عدد سكانها بـ 6373 نسمة حسب الإحصاء الرسمي للسكان والسكنى لسنة 2004.